# Grace and Frankie
Grace and Frankie  es una comedia televisiva estadounidense original de Netflix estrenada el 8 de mayo de 2015. La serie fue creada por Marta Kauffman y Howard J. Morris y está protagonizada por Jane Fonda y Lily Tomlin.
El 26 de mayo de 2015, Netflix renovó la serie para una segunda temporada. En diciembre del mismo año se anunció una tercera temporada.
El 12 de abril de 2017 se anuncia que se renovó la serie para una cuarta temporada con otros 13 episodios, que contaría con Lisa Kudrow como personaje recurrente. Esta nueva temporada se estrenó el 19 de enero de 2018.

## Sinopsis
Grace es la directiva retirada de la empresa de cosméticos que fundó y Frankie es una maestra de arte hippie. Sus respectivos maridos, Robert y Sol, son socios de un bufete abogados de divorcios de éxito en San Diego. La vida de las dos se complica cuando sus esposos anuncian que son homosexuales, que están enamorados entre ellos y que se quieren casar. Las dos mujeres abandonan sus propios hogares y se ven forzadas a vivir juntas en la casa de la playa que ambas parejas compraron años atrás, mientras que los dos maridos deciden vivir en la casa que Robert compartía con Grace. Ahora ellas deben lidiar con sus divorcios y sobre cómo avanzar al próximo capítulo de sus vidas.

## Elenco

### Principales
- Jane Fonda como Grace Hanson.
- Lily Tomlin como Frankie Bergstein.
- Sam Waterston como Sol Bergstein.
- Martin Sheen como Robert Hanson.
- Brooklyn Decker como Mallory Hanson; hija menor de Grace y Robert, casada (luego divorciada) y con niños, ama de casa.
- Ethan Embry como Coyote Bergstein; hijo adoptivo de Frankie y Sol, profesor sustituto y un drogadicto en recuperación.
- June Diane Raphael como Brianna Hanson; hija de Grace y Robert, nueva cabeza de la compañía fundada y que fue dirigida por Grace.
- Baron Vaughn como Nwabudike "Bud" Bergstein; hijo adoptivo de Frankie y Sol, abogado en el mismo bufete que su padre.

### Artistas invitados
- Geoff Stults como Mitch, el marido de Mallory desde hace más de 7 años. Ahora están separados.[7]
- Mary Kay Place como Amanda, una de las amigas más antiguas de Frankie y Sol.
- Joe Morton como Jason, uno de los amigos más antiguos de Frankie y Sol.[7]
- Ernie Hudson como Jacob, el nuevo novio de Frankie.[8]
- Christine Lahti como Lydia Foster, hermana de Robert y amiga cercana de Grace.
- Craig T. Nelson como Guy, un amigo aventurero de la universidad de Robert y enamorado de Grace.
- Lisa Kudrow como Sheree, compañera de piso de Grace.
- Peter Gallagher como Nick, multimillonario enamorado de Grace, esposo en la temporada 6.

## Temporada 1
| Número de episodio | Nombre                      | Argumento |
| ------------------ | --------------------------- | --- |
| Episodio 1         | "El final"                  | Grace y Frankie son 2 mujeres mayores adultas casadas. Pero la vida de ellas se torna de cabeza cuando sus maridos les piden el divorcio. Y la razón las dejará heladas: son gais, y se aman entre ellos. Ahora ellas deben lidiar con ello.                                                                                                  |
| Episodio 2         | "Las tarjetas de crédito"   | Después del drama y el enojo; Frankie, Grace, Robert y Sol y sus hijos comienzan a ver la parte incómoda y complicada de divorciarse. En el capítulo, Robert y Sol restringen del uso de las tarjetas compartidas a Grace y Frankie. |
| Episodio 3         | "La cena"                   | Grace y Frankie deciden que volverán a trabajar. Mientras tanto Robert y Sol invitan a Coyote, Bud, Mallory y a Brianna a una cena que se torna un tanto incómoda. |
| Episodio 4         | "El funeral"                | Grace y Frankie asisten al funeral de un amigo cercano. Grace sabiendo que Robert irá y que les dirá a todos que se ha separado de ella para estar con Sol, decide lucirse con su arreglo. Frankie por otro lado se muestra incómoda de estar en el lugar con Sol. Las emociones se desbordan debido a que no se han visto desde su divorcio. |
| Episodio 5         | "La caída"                  | Grace tiene una epifanía cuando sale a comer yogur helado con Frankie y Brianna. |
| Episodio 6         | "El terremoto"              | Frankie sufre un ataque de pánico debido a un terremoto de modo que Sol decide ir a cuidar de ella. Grace sale a su primera cita en mucho tiempo. Coyote y Mallory conversan del pasado en la casa de Mallory. |
| Episodio 7         | "El concurso de ortografía" | Grace, Frankie y Brianna tienen encuentros inesperados cuando intentan aprender a estar solteras. Frankie ve un concurso de ortografía con Sol, pero se retira al llegar Robert. Frankie se compra un nuevo portátil y necesita aprender a usarlo para compartir con otras personas la experiencia del concurso en Twitter.                   |
| Episodio 8         | "El sexo"                   | Frankie ve diferente a Jacob. Grace y Guy tienen relaciones. Bud y Coyote tienen una charla de hermanos y Brianna descubre que su humor asusta a Sol. |
| Episodio 9.        | "La invitación"             | Frankie le habla a Grace y a Brianna de su remedio orgánico casero. Brianna lo lleva a la compañía y hace que los miembros de su equipo lo prueben. Frankie trata de poner límites a su relación con Sol. |
| Episodio 10        | "El elevador"               | Después de hacer oficial el divorcio, Grace, Frankie, Sol y Robert se quedan atrapados en un elevador. Lo que los fuerza a hablar de un fin de semana clave hace 5 años. |
| Episodio 11        | "Los secretos"              | Grace le cuenta un secreto a Frankie, la que se lo cuenta a Sol y eso ocasiona discusiones en ambas casas. Brianna es atraída por un compañero de trabajo. |
| Episodio 12        | "La despedida de soltero"   | Bud y Coyote deben hacer la fiesta de despedida de solteros a Sol y Robert, pero no saben nada de elegancias por lo que piden ayuda a Mallory y a Brianna. Frankie se siente desanimada, así que Grace se ofrece a tener una noche de "Sí" con Frankie, aceptar a todo lo que se te ofrezca sin la oportunidad de decir que no.               |
| Episodio 13        | "Los votos"                 | El día de la boda está cerca, sin embargo Grace y Robert tienen problemas para expresar lo que sienten por sus parejas. Mientras, Sol y Frankie vacían su vieja casa pero un acontecimiento que confunde a ambos sucede. |

## Temporada 2
| Número de episodio | Nombre            | Argumento |
| ------------------ | ----------------- | --- |
| Episodio 1         | "Deseo"           | Ensayando sus votos, Robert sufre un infarto. Grace, Frankie, Mallory, Brianna, Bud y Coyote acuden al hospital, donde Robert está acompañado por Sol. Le tienen que poner un baipás, a lo que Robert quiere casarse allí mismo con Sol. Todos se ocupan de los preparativos. |
| Episodio 2         | "La Vitamix"      | La operación de Robert ha salido bien. Mientras se recupera, Brianna, Mallory, Bud y Coyote hablan con los invitados a la boda, para comunicarles que ya se ha celebrado, con el cáterin, la florista, etc… Grace y Frankie van a casa de Sol y Robert para buscar cosas que Sol necesita. Mientras Sol, trata de solucionar un problema con el seguro, que no quiere pagar la factura del hospital                                                                                        |
| Episodio 3         | "La negociación"  | Say Grace quiere comercializar el lubricante de Frankie, por ello Brianna y Frankie negocian los temas del contrato, en el que existirán complicaciones en la negociación. Mientras tanto, Grace acude a ayudar a Mallory con los niños, ya que Mal tiene que guardar cama, porque está embarazada de gemelos. Allí se entera de que Mal ya había llamado a la otra abuela, Jean. Sol y Robert acaban jugando al Drag Queen Bingo en el hospital, con un enfermero y varios pacientes más. |
| Episodio 4         | "El viaje"        | Grace y Frankie viajan hasta Mission Viejo, en busca de un viejo amigo de Grace: Phil Milstein. Mientras a Robert ya le han dado el alta y a Sol le da miedo quedarse sólo en casa con Robert, porque se siente culpable de la infidelidad con Frankie. |
| Episodio 5         | "El examen"       | Frankie intenta renovar el carnet de conducir, pero no hace más que suspender el examen. Mientras Grace queda con Arlene, Janet y Mary, amigas suyas de hace años. |
| Episodio 6         | "El pollo"        | Grace dona ropa a un local de ropa de segunda mano y se convierte en mentora para chicas que buscan trabajo. Mientras Frankie y Brianna estudian cuál será la imagen del lublicante. Frankie sigue estando a gusto con Jacob, su hombre del ñame. Robert quiere darle una sorpresa a Sol, por sus cuidados, pero todo se fastidia, cuando Sol le confiesa que le fue infiel con Frankie.                                                                                                   |
| Episodio 7         | "El jabalí"       | Sol va a la casa de Grace y Frankie, después de que Robert le echara de casa. Jacob quiere matar un jabalí que lo esta destrozando todo y Frankie no está de acuerdo. Grace y Frankie visitan a Robert, para hablar con él sobre Sol. Grace entabla contacto con Phil. La madre biológica de Coyote quiere conocerle. |
| Episodio 8         | "El bar Ancla"    | Frankie le reclama a Brianna porque el lubricante lleva aceite de palma, cosa que ella no consiente. Phil quiere comer con Grace, en el mismo sitio donde los dos descubrieron hace años, que sentían algo. Sol intenta que Robert quiera escucharle, sin éxito. |
| Episodio 9         | "Las despedidas"  | Frankie y Sol organizan un Brunch para Krystle, la madre biológica de Coyote, acompañados de Coyote y Bud. El Brunch es un poco accidentado y al final, un desastre, puesto que Krystle, no quiere seguir teniendo contacto con Coyote. Grace quiere dejar de ver a Phil, pero le es imposible. Robert entabla amistad con un ex cura gay, John. |
| Episodio 10        | "La laguna legal" | Sol tiene celos de John, el nuevo amigo de Robert. Grace y Phil se acuestan. Frankie quiere encontrar una laguna legal, en el contrato que firmó con Brianna, ya que está no quiere eliminar el aceite de palma en el lubricante. Robert y Sol se reencuentran, en la disputa de Frankie y Brianna por el lubricante, al final después de una discusión, hacen las paces. Grace conoce a Elaine, la mujer de Phil, la cual sufre Alzheimer.                                                |
| Episodio 11        | "La borrachera"   | Sol y Robert se acuestan. Grace se emborracha después de ver a Elaine, enferma de Alzheimer, llegando a insultar a Frankie. Frankie organiza un almuerzo entre sus hijos y Jacob, para que Bud y Coyote, conozcan a Jacob, su novio. Sol y Robert piensan cambiar de casa. |
| Episodio 12        | "La fiesta"       | Madison está al cuidado de sus abuelos, Robert y Sol. Grace quiere a toda costa que Frankie acepte sus disculpas. Babe comunica a Frankie y Grace que ha tomado una decisión importante, esperando que la apoyen, cosa que acaban haciendo. |
| Episodio 13        | "El golpe"        | Es el cumpleaños de Bud, que es una persona bisiesta, por el cual se reúnen todos. Frankie se enfada con Sol, por haberle mentido durante años, acerca de un cuadro. Grace se enfada con Robert también. Al cabo del cumpleaños, ambas acaban diciendo a todos, que se embarcarán en el negocio de vibradores. |

## Temporada 3
| Número de episodio | Nombre                | Argumento |
| ------------------ | --------------------- | --- |
| Episodio 1         | "La exposición"       | Grace y Frankie van en busca de un préstamo de 75000 dólares, para empezar con el negocio de vibradores, sin conseguirlo. Sol y Robert enseñan su nueva casa, a sus hijos. Frankie tiene una exposición de arte y todos/as van a visitar la exposición. |
| Episodio 2         | "La incubadora"       | Grace y Frankie van a una incubadora de empresas, donde las nuevas empresas, encuentran financiación y apoyo para despegar. Sol y Robert hacen novillos en el bufete. Brianna y Barry rompen. Brianna habla con Frankie, para decirla que quiere darles los 75000bdolares que necesitan para el negocio de vibradores, con la condición de que Grace no sepa que el dinero lo pone Brianna. Robert quiere jubilarse. |
| Episodio 3         | "La reunión de grupo" | Frankie le dice a Grace que el dinero para el negocio, lo ha dado Jacob. Grace quiere darle las gracias, pero Frankie quiere evitar que lo haga. Robert y Sol se presentan a una prueba, para el musical 1776, animados por Peter. Grace y Frankie invitan a Arlene y a unas amigas de ella, para hablarles de los vibradores. Robert es seleccionado para el musical, pero Sol no. |
| Episodio 4         | "El robó"             | A Frankie y Grace les roban en su casa. Por eso ambas, van a las clases de prevención de delitos. Robert y Sol son los anfitriones de las copas después de los ensayos del musical, en esa noche, los compañeros de Robert en el musical, se enteran de que ambos estuvieron casados con mujeres. Frankie construye una maniquí de sí misma, para engañar a los ladrones. Y esa noche, descubre que Grace tiene una pistola. |
| Episodio 5         | "La pistola"          | Frankie quiere que Grace se deshaga de la pistola. Robert visita a su madre, con la que no se ha llevado nunca bien, para decirle que se ha divorciado de Grace y que se ha vuelto a casar con Sol. A su madre no le gusta lo que le cuenta. Brianna se acuesta con Ryan, un prostituto. |
| Episodio 6         | "La maria"            | Grace se enfada con Brianna, al enterarse de que fue ella la que les dio los 75000 dólares, para la empresa. Grace, Brianna y Mallory fuman la hierba. Robert intenta intimar con Sol, pero en ese justo momento, tiene una visión de su madre mirándoles. Grace y Frankie hacen las paces. |
| Episodio 7         | "El suelo"            | Por un agudo dolor de Espalda, Grace y Frankie acaban en el suelo sin poder levantarse. Coyote, Brianna y Mallory comen juntos y después van a ver una mini casa para Coyote. Robert y Sol invitan al brunch a John, su amigo excusa. Robert aprovecha para preguntarle si es normal que tenga visiones de su madre, cuando quiere intimar con Sol. Coyote se queda con una de las mini casas. Sol y Robert ayudan a levantarse del suelo, a sus exesposas. |
| Episodio 8         | "La teleasistencia"   | Los hijos/as de Grace y Frankie, han comprado para sus madres, mandos de teleasistencia. Brianna se entera de que Ryan está casado. Sol se ha jubilado. |
| Episodio 9         | "La disculpa"         | La madre de Robert fallece y Grace ayuda a Robert a decidir que traje llevará puesto su ex suegra. Jacob le propone a Frankie irse a vivir con él a Santa Fe. Mallory tiene problemas en su matrimonio. Brianna llama a Barry, para preguntarle si puede ir a Baltimore, para verle. |
| Episodio 10        | "Las etiquetas"       | Todos, menos Brianna, acuden a la celebración del segundo cumpleaños de Abstinencia de Coyote. Sol y Robert ayudan a sus exesposas a hacer los pedidos de vibradores. Una empresa les ha robado su vibrador a Grace y Frankie. Nadia, una compañera de Coyote, siente algo por él, lo mismo que él hacía ella. Frankie le comunica a Grace que no sabe si irse a Santa Fe. |
| Episodio 11        | "El otro vibrador"    | Bud y Coyote ya saben que su madre puede que se vaya a Santa Fe. Grace quiere estar en la reunión con la empresa que les ha robado el vibrador. La empresa resulta ser de Nick Skolka, que en cuanto ve a Grace, la echa los tejos. Sol se enfrenta a unos retrógrados que están fuera del teatro, quejándose de que haya una compañía de teatro gay. Coyote tiene manía a Allison, la novia de Bud. |
| Episodio 12        | "El musical"          | Frankie sufre una disfunción neurológica y no quiere ir al hospital. En medio de la representación del musical 1776 con Robert como John Adam, Grace avisa a toda la familia que Frankie estaba mal. Por fin consiguen que Frankie acuda al hospital, allí le comunican que hace 10 años tuvo un derrame y podría tener otro. El médico le dice a Allison, que está embarazada. Robert se enfada con Sol, por encararse con los retrógrados. |
| Episodio 13        | "La señal"            | Nick Skolka demanda a Grace y Frankie, para poder ver de nuevo a Grace. Parte del elenco del musical se manifiestan, contra los retrógrados. Nick le pide cenar a Grace, a cambio de que quite la demanda. Frankie piensa en su salud : toma las pastillas, tira la comida basura. Mallory se quiere divorciar de Mitch, quiere que en su divorcio la represente Sol. Todo el elenco del musical, incluido Robert, son detenidos por desorden público, al encararse contra los retrógrados. Grace le dice a Frankie que la echara de menos y le regala un vuelo, en globo aerostático. |

## Temporada 4
| Número de episodio | Nombre                  | Argumento |
| ------------------ | ----------------------- | --- |
| Episodio 1         | "La huésped"            | Frankie se fue a Santa Fe, 6 meses después vuelve para la fiesta de revelación de género de su futura nieta/o y conoce a Sheree, la manicura de Grace, que vive con ella. Frankie enseguida está celosa, de lo bien que se llevan. A Sol y Robert cada vez que se manifiestan, les meten en la cárcel. Brianna y Frankie descubren un secreto de Sheree. |
| Episodio 2         | "La caza del tesexoro"  | Todos, memos Robert juegan con unas pistas, para descubrir el sexo del bebe, de Allison y Bud. Robert está cansado de manifestarse, los 6 últimos meses. Barry ha sido contratado por Lureen, la archienemiga de Brianna. Frankie le dice a Jacob que no quiere volver a Santa Fe. |
| Episodio 3         | "Los Tappy"             | Los hijastros de Sheree han puesto a la venta, su casa y Grace y Frankie la ayudan a recuperar su casa. Robert gana el Tappy a mejor debutante en una obra teatral o musical, por 1776 y en su discurso de agradecimiento, no incluye a Sol, a lo cual Sol se lo recrimina. |
| Episodio 4         | "La fecha de caducidad" | Grace quiere tener una relación casual con Nick, no un noviazgo. Frankie yendo al Banco, descubre que según el Registro de decesos de la Tesorería de la Seguridad Social, Frankie está muerta. Nick le pide una relación de novios a Grace. Robert y Sol conocen a unos vecinos, Oliver y Jo. Sospechan que Oliver sea gay. Cuando Grace presenta a Nick a sus hijas, resulta que Brianna y Nick ya se conocían, porque Nick salió con una amiga de Brianna. Robert le dice a Oliver que deje a Jo, porque es Gay.                                       |
| Episodio 5         | "Las ventas ambulantes" | Bud le pide matrimonio a Allison, y ella acepta. Grace y Frankie hacen venta ambulante de sus vibradores en Walden Villas, una urbanización para personas mayores, donde vive Arlene. Robert y Sol cenan con sus hijos. Allison no quiere casarse sin un contrato prematrimonial y Bud le ha dicho que no, aunque luego cambia de opinión. Frankie visita a su hermana Teddy, a la que no ve desde antes de casarse, puesto que Teddy le dijo que Sol era gay.                                                                                            |
| Episodio 6         | "El gozne"              | Robert y Sol van a un crucero de música folk. Grace tiene problemas en unos grandes almacenes. Bud deja solos a Coyote y Allison para que se lleven n Bien, pero no lo consigue. Robert al final no puede ir de crucero y Sol le dice que él si va. |
| Episodio 7         | "La línea fija"         | Frankie sigue sufriendo las consecuencias de figurar como muerta. Robert y Sol siguen enfadados, después de la vuelta de Sol, del crucero folk. En un funeral, Robert conoce a Nick, que casualmente es el dueño de la empresa patrocinadora, de las obras de teatro. Robert y Nick se hacen amigos y empiezan a cantar el tema de la obra Vivir de ilusión. En el funeral, Grace se entera de que Phil Milstein, ha fallecido. Mallory empieza de becaria en Say Grace. Sol le dice a Frankie que es su alma gemela. Y Allison ya va a ponerse de parto. |
| Episodio 8         | "El barrio acordonado”  | A Grace le van a poner una prótesis de rodilla. Mientras Robert ensaya para Vivir de ilusión, Jo quiere preguntarle qué ha pasado con Oliver. Frankie y Sol no pueden asistir al nacimiento del beber, porque se ha escapado un Orangután del Zoo y la casa de Robert y Sol está acordonada, al igual que todo el barrio. Con Allison están Mallory, Coyote y Bud. Grace se ha mudado a la casa de Robert y Sol antes de la operación, porque es una casa sin escaleras. Al final Sol y Frankie podrán asistir al parto.                                  |
| Episodio 9         | "La rodilla"            | Robert está enfadado con Sol, porque se ha enterado de que el alma gemela de Sol es Frankie. Jacob y Frankie cuidan a Faith, la nieta de Frankie. Grace guarda reposo, después de su operación. Frankie corta con Jacob por una tercera persona. |
| Episodio 10        | "La verga letal"        | Grace y Frankie van a visitar a Harriet, una mujer que compra sus vibradores. Sol y Robert van a terapia, por su matrimonio. Harriet falleció, debido a uno de los vibradores. La terapeuta les sugiere a Robert y Sol, que tengan una relación abierta. |
| Episodio 11        | "La bañera"             | A Grace y Frankie se les cae la bañera, al piso de abajo. Robert y Sol no quieren una relación abierta. Sol recibe la visita de Roy, un amigo del crucero folk. Cuando Robert le conoce, siente celos, porque Roy es más apuesto y joven, como Rock Hudson, según Robert. Say Grace tiene problemas. Frankie lleva a su nieta hasta México en el coche, por despistarse. Roy le echa los tejos a Sol. Sol se lo cuenta a Robert. Hank, el contratista que contrató Grace es un timador, que les ha robado las tuberías de cobre, destrozándolas la casa.  |
| Episodio 12        | "Las ratas"             | Frankie y Grace hacen lo posible para que sus hijos no vean como esta la casa. Todos ellos van al teatro a ver a Robert, en el musical Vivir de ilusión. También acude Roy que se sienta al lado de Sol, lo que vuelve a dar celos a Robert. Roy liga con Sol y Robert a la vez, eso hace que los dos sientan celos. Al final los celos de ambos, hacen que Robert y Sol vuelvan a conectar. La casa de Frankie y Grace, tiene ratas. |
| Episodio 13        | "El asilo"              | Los hijos de Grace y Frankie las convencen para que vayan a una residencia de ancianos, la misma donde vive Arlene y venden la casa de la playa. Roy almuerza con Robert y Sol, después de beber mucho, aparece que Roy se ha desnudado. En ese momento aparecen Brianna, Coyote, Bud y Mallory. Todos ellos van a buscar a Grace y Frankie, que se han escapado de la residencia, para ir a la casa de la playa. |